# Chi-Test
Der Chi-Test (nicht zu verwechseln mit dem Chi-Quadrat-Test) ist ein statistischer Test, der speziell in der Kryptanalyse zum Vergleich zweier Texte Verwendung findet. Er wurde im Jahr 1935 vom amerikanischen Kryptoanalytiker Solomon Kullback vorgeschlagen.

## Definition
Basis des Chi-Tests ist die von Kullback auch als cross-product sum bezeichnete Summe Chi, die sich aus der Häufigkeit der Vorkommnisse einzelner Zeichen m´i und m"i in zwei Texten T´ und T" der gleichen Länge M wie folgt berechnet:
{\displaystyle Chi(T',T'')={\frac {1}{M^{2}}}\sum _{i=1}^{N}(m'_{i}\cdot m''_{i})}
Diese Definition hat Ähnlichkeit mit der aus der Signalanalyse bekannten Kreuzkorrelationsfunktion zur Beschreibung der Korrelation zweier Signale.

## Anwendung
Da die Berechnung von Chi neben dem Zählen der Einzelzeichen-Häufigkeiten (Buchstabenhäufigkeiten) mi der beiden Texte und Additionen bei der Berechnung der Summe noch Multiplikationen und sogar eine Division erfordert, kam der Chi-Test aufgrund der in den 1930er-Jahren noch wenig entwickelten Rechnertechnik zunächst nicht zur praktischen Anwendung. Dies änderte sich in den 1940er-Jahren mit Aufkommen leistungsfähiger elektromechanischer Rechenmaschinen und den ersten elektronischen Rechnern, den Vorläufern unserer heutigen Computer. Ab 1944 wurde der Chi-Test mithilfe der amerikanischen RAM-Maschinen (Abkürzung für Rapid Analytical Machines, deutsch: „Schnelle analytische Maschinen“) durchgeführt.